# Belonopsis asteroma
Belonopsis asteroma är en svampart som först beskrevs av Karl Wilhelm Gottlieb Leopold Fuckel, och fick sitt nu gällande namn av Aebi 1972. Belonopsis asteroma ingår i släktet Belonopsis och familjen Dermateaceae.   Inga underarter finns listade i Catalogue of Life.
I den svenska databasen Dyntaxa används istället namnet Mollisia asteroma för samma taxon.  Arten är reproducerande i Sverige.